# Pressekodex
Der Pressekodex (eigentlich: Publizistische Grundsätze) ist eine Sammlung journalistisch-ethischer Grundregeln, die der Deutsche Presserat 1973 vorgelegt hat.
Verleger und Journalisten haben den darin formulierten publizistischen Grundsätzen durch ihre Verbände zugestimmt. Der Pressekodex hat somit den Charakter einer freiwilligen Selbstverpflichtung. Der Text orientiert sich an der Spruchpraxis des Presserats als wichtiges Kontrollorgan der Medien in Deutschland und am Ehrenkodex der internationalen Journalistenföderation. Seit 1973 wurde der Pressekodex mehrfach ergänzt. Konkretisiert wird er durch die „Richtlinien für die publizistische Arbeit nach den Empfehlungen des Deutschen Presserates“. 
Der Kodex findet seit dem 1. Januar 2009 auch Verwendung für journalistische Beiträge in Onlinemedien.
Vom Presserat ausgesprochene öffentliche Rügen sollen in den betroffenen Publikationsorganen abgedruckt werden. Dies wird nicht von allen Verlagen eingehalten.

## Der Pressekodex
Vom Deutschen Presserat in Zusammenarbeit mit den Presseverbänden beschlossen und dem Bundespräsidenten Gustav Heinemann am 12. Dezember 1973 in Bonn überreicht. Es gehört zur Tradition des Pressekodex, dass auch jede Änderung dem amtierenden Bundespräsidenten übergeben wird.
Der Pressekodex wird in unregelmäßigen Abständen überarbeitet. Die aktuelle Fassung datiert vom 11. September 2019. In Österreich besteht der Ehrenkodex für die österreichische Presse. In der Schweiz gibt es die Erklärung der Pflichten und Rechte der Journalistinnen und Journalisten des Schweizer Presserates.

### Inhalt des Pressekodex
Der Pressekodex umfasst 16 Oberpunkte (Stand September 2019):
1. Wahrhaftigkeit und Achtung der Menschenwürde
Die Achtung vor der Wahrheit, die Wahrung der Menschenwürde und die wahrhaftige Unterrichtung der Öffentlichkeit sind oberste Gebote der Presse. Jede in der Presse tätige Person wahrt auf dieser Grundlage das Ansehen und die Glaubwürdigkeit der Medien.
2. Sorgfalt
Recherche ist unverzichtbares Instrument journalistischer Sorgfalt. Zur Veröffentlichung bestimmte Informationen in Wort, Bild und Grafik sind mit der nach den Umständen gebotenen Sorgfalt auf ihren Wahrheitsgehalt zu prüfen und wahrheitsgetreu wiederzugeben. Ihr Sinn darf durch Bearbeitung, Überschrift oder Bildbeschriftung weder entstellt noch verfälscht werden. Unbestätigte Meldungen, Gerüchte und Vermutungen sind als solche erkennbar zu machen. Symbolfotos müssen als solche kenntlich sein oder erkennbar gemacht werden.
3. Richtigstellung
Veröffentlichte Nachrichten oder Behauptungen, insbesondere personenbezogener Art, die sich nachträglich als falsch erweisen, hat das Publikationsorgan, das sie gebracht hat, unverzüglich von sich aus in angemessener Weise richtigzustellen.
Dabei werden Richtigstellungen mit Bezug auf die vorangegangene Falschmeldung als solche kenntlich gemacht.
4. Grenzen der Recherche
Bei der Beschaffung von personenbezogenen Daten, Nachrichten, Informationsmaterial und Bildern dürfen keine unlauteren Methoden angewandt werden.
5. Berufsgeheimnis
Die Presse wahrt das Berufsgeheimnis, macht vom Zeugnisverweigerungsrecht Gebrauch und gibt Informanten ohne deren ausdrückliche Zustimmung nicht preis. Die vereinbarte Vertraulichkeit ist grundsätzlich zu wahren.
6. Trennung von Tätigkeiten
Journalisten und Verleger üben keine Tätigkeiten aus, die die Glaubwürdigkeit der Presse in Frage stellen könnten.
7. Trennung von Werbung und Redaktion
Die Verantwortung der Presse gegenüber der Öffentlichkeit gebietet, dass redaktionelle Veröffentlichungen nicht durch private oder geschäftliche Interessen Dritter oder durch persönliche wirtschaftliche Interessen der Journalistinnen und Journalisten beeinflusst werden. Verleger und Redakteure wehren derartige Versuche ab und achten auf eine klare Trennung zwischen redaktionellem Text und Veröffentlichungen zu werblichen Zwecken. Bei Veröffentlichungen, die ein Eigeninteresse des Verlages betreffen, muss dieses erkennbar sein.
8. Persönlichkeitsrechte
Die Presse achtet das Privatleben des Menschen und seine informationelle Selbstbestimmung. Ist aber sein Verhalten von öffentlichem Interesse, so kann es in der Presse erörtert werden. Bei einer identifizierenden Berichterstattung muss das Informationsinteresse der Öffentlichkeit die schutzwürdigen Interessen von Betroffenen überwiegen; bloße Sensationsinteressen rechtfertigen keine identifizierende Berichterstattung. Soweit eine Anonymisierung geboten ist, muss sie wirksam sein.
Die Presse gewährleistet den redaktionellen Datenschutz.
9. Schutz der Ehre
Es widerspricht journalistischer Ethik, mit unangemessenen Darstellungen in Wort und Bild Menschen in ihrer Ehre zu verletzen.
10. Religion und Weltanschauung
Die Presse verzichtet darauf, religiöse, weltanschauliche oder sittliche Überzeugungen zu schmähen.
11. Sensationsberichterstattung und Jugendschutz
Die Presse verzichtet auf eine unangemessene sensationelle Darstellung von Gewalt, Brutalität und Leid. Die Presse beachtet den Jugendschutz.
12. Diskriminierungen
Niemand darf wegen seines Geschlechts, einer Behinderung oder seiner Zugehörigkeit zu einer ethnischen, religiösen, sozialen oder nationalen Gruppe diskriminiert werden.
12.1 Berichterstattung über Straftaten (gültig seit 22. März 2017)
In der Berichterstattung über Straftaten ist darauf zu achten, dass die Erwähnung der Zugehörigkeit der Verdächtigen oder Täter zu ethnischen, religiösen oder anderen Minderheiten nicht zu einer diskriminierenden Verallgemeinerung individuellen Fehlverhaltens führt. Die Zugehörigkeit soll in der Regel nicht erwähnt werden, es sei denn, es besteht ein begründetes öffentliches Interesse. Besonders ist zu beachten, dass die Erwähnung Vorurteile gegenüber Minderheiten schüren könnte.
13. Unschuldsvermutung
Die Berichterstattung über Ermittlungsverfahren, Strafverfahren und sonstige förmliche Verfahren muss frei von Vorurteilen erfolgen. Der Grundsatz der Unschuldsvermutung gilt auch für die Presse.
14. Medizin-Berichterstattung
Bei medizinischen Themen ist eine unangemessene sensationelle Darstellung zu vermeiden, die Hoffnungen oder Befürchtungen beim Leser erwecken könnten. Forschungsergebnisse, die sich in einem frühen Stadium befinden, sollten nicht als abgeschlossen oder nahezu abgeschlossen dargestellt werden.
15. Vergünstigungen
Die Annahme von Vorteilen jeder Art, die geeignet sein könnten, die Entscheidungsfreiheit von Verlag und Redaktion zu beeinträchtigen, ist mit dem Ansehen, der Unabhängigkeit und der Aufgabe der Presse unvereinbar. Wer sich für die Verbreitung oder Unterdrückung von Nachrichten bestechen lässt, handelt unehrenhaft und berufswidrig.
16. Rügenveröffentlichung
Es entspricht fairer Berichterstattung, vom Deutschen Presserat öffentlich ausgesprochene Rügen zu veröffentlichen, insbesondere in den betroffenen Publikationsorganen bzw. Telemedien.

### Beschwerden wegen Verstößen gegen den Pressekodex
Jede Person kann sich beim Presserat über Zeitungen, Zeitschriften und seit dem 1. Januar 2009 auch über journalistisch-redaktionelle Beiträge aus dem Internet beschweren, sofern es sich nicht um Rundfunk handelt. Anzeigenblätter und andere kostenlose Zeitungen und Zeitschriften können vom Presserat nicht geprüft werden. Auch Vereine, Verbände etc. sind hierzu berechtigt. Die Beschwerde ist kostenlos. Beschwerden sind auch online möglich.
Nach Auffassung des Presserats ist der Pressekodex, besonders die Ziffern 8 und 9, nur auf namentlich benannte Personen anwendbar und schützt nicht Personen, die anonym oder pseudonym auftreten und somit auch mit Klarnamen kein Beschwerdeverfahren beantragen können.
Die Kontrolle der Einhaltung der journalistischen Sorgfaltspflichten im privaten Rundfunk erfolgt durch die Landesmedienanstalten. Journalistisch-redaktionelle Telemedien können sich für die Einhaltung der journalistischen Grundsätze auch einer anerkannten freiwilligen Selbstkontrolle unterwerfen. Die Anerkennung derartiger freiwilliger Selbstkontrolleinrichtungen wird zuvor von den Medienanstalten vorgenommen.

## Entscheidungen des Presserates
| Sanktion                                       | Fälle | Δ zu 2020 |
| Öffentliche Rügen                              | 060   | +7        |
| Missbilligung                                  | 083   | +5        |
| Hinweis                                        | 097   | -36       |
| begründet, ohne Maßnahme                       | 039   | +7        |
| Quelle: Jahresbericht 2021 Deutscher Presserat |       |           |

### Mohammed-Karikaturen
Der Deutsche Presserat hält den Abdruck der umstrittenen dänischen Mohammed-Karikaturen für zulässig. „Religionsgemeinschaften und ihre Mitglieder müssen Kritik – auch scharfe – ertragen.“ Die Veröffentlichungen in Wort und Bild verletzten nach Überzeugung des Presserates nicht die im Pressekodex gezogenen Grenzen.

### Einsatz von Künstlicher Intelligenz
In der ersten Entscheidung zum Einsatz von
Künstlicher Intelligenz (KI) rügte der Presserat im Dezember 2023 die Zeitschrift Lisa, weil in dem Extraheft Lisa Kochen & Backen mit künstlicher Intelligenz erzeugte Abbildungen veröffentlicht worden waren, ohne dies kenntlich zu machen. Auch die „99 Pasta-Rezepte zum Nachkochen“ waren mittels Software generiert worden. Die Abbildungen hätten entsprechend Ziffer 2, Richtlinie 2.2 Pressekodex als Symbolbilder deklariert werden müssen. Bei Texten bestehe keine Kennzeichnungspflicht, stellte der Presserat fest.

## Kritik
Da die schärfste Sanktion für Verstöße gegen den Pressekodex eine öffentliche Rüge ist, wird dem Presserat vorgeworfen, ein „zahnloser Tiger“ zu sein. Der Presserat weist dies mit dem Hinweis darauf zurück, dass 18 der 20 im Jahr 2003 bei massiven Verstößen gegen den Pressekodex ausgesprochenen öffentlichen Rügen in den kritisierten Blättern auch abgedruckt wurden.
Auch die Spruchpraxis des Presserats wird kritisiert: Entscheidungen des Presserats, die in nicht öffentlicher Sitzung gefällt werden, wurden von betroffenen Redaktionen als „nicht nachvollziehbar“ bezeichnet.
Dass die Zugehörigkeit von Verdächtigen oder Straftätern zu Minderheiten nur erwähnt werden darf, wenn sie für das Verständnis der berichteten Straftat ausschlaggebend ist, wird als bevormundend kritisiert, da dieses Veröffentlichungsverbot nicht von der Wahrheitspflicht oder den grundgesetzlichen Einschränkungen der Pressefreiheit gedeckt sei.
Der Medienwissenschaftler Horst Pöttker bezeichnete im Oktober 2013 die Richtlinie 12.1 des Pressekodexes als unzeitgemäße „Selbstzensur“ und forderte ihre ersatzlose Streichung. Der Passus besagt, dass „die Zugehörigkeit der Verdächtigen oder Täter zu religiösen, ethnischen oder anderen Minderheiten nur dann erwähnt [wird], wenn für das Verständnis des berichteten Vorgangs ein begründbarer Sachbezug besteht“. Pöttker argumentiert, dass diese Vorschrift mit der grundgesetzlich verankerten Presse- und Meinungsfreiheit nicht zu vereinbaren sei. Untersuchungen hätten überdies gezeigt, dass die bewusste Weglassung der Herkunft von Tätern in Presseerzeugnissen von den Lesern sehr wohl registriert werde. Dies untergrabe das öffentliche Vertrauen in die Objektivität journalistischer Arbeit. Im März 2016 befürwortete unter anderem der Nordkurier-Chefredakteur Lutz Schumacher, die Bild-Chefredakteurin Tanit Koch, der ehemalige Rhein-Zeitung-Chefredakteur Christian Lindner und Nordwest-Zeitung-Chefredakteur Rolf Seelheim die Streichung der Richtlinie 12.1. Am 1. Juli 2016 teilte die Sächsische Zeitung mit, dass sie zukünftig die Nationalitäten von Straftätern immer benennen werde. Als Grund wurde der Schutz von Minderheiten aufgeführt, die laut SZ gerade nicht durch Punkt 12.1 des Pressekodex geschützt würden, da Leser vermehrt dazu neigen, die Ausländerkriminalität zu überschätzen.

### Alternative Regelungen
- Schweizer Presserat mit seinem Pressekodex
- Der Medienkodex des Netzwerks Recherche
- Leitlinien zur guten Wissenschafts-PR, (PDF; 3,1 MB) Regeln für die Wissenschaftsöffentlichkeitsarbeit
- Merkblatt Journalistische Sorgfalt in Online-Medien der Medienanstalten

### Einschätzungen zum Pressekodex
- Ins Reden gekommen – Müssen Presserat und -kodex reformiert werden? (Memento vom 23. April 2004 im Internet Archive), Diemut Roether, epd medien Nr. 15, 28. Februar 2004
- Keine Patentrezepte für Gewaltfotos (Memento vom 1. Mai 2009 im Internet Archive)